# Dolicheremaeus yoshii
Dolicheremaeus yoshii är en kvalsterart som beskrevs av Sandór Mahunka 2000. Dolicheremaeus yoshii ingår i släktet Dolicheremaeus och familjen Tetracondylidae. Inga underarter finns listade i Catalogue of Life.